# Marquesado de Torres de Mendoza
El marquesado de Torres de Mendoza es un título nobiliario español creado por el rey Alfonso XIII en favor de Emilio María de Torres y González-Arnáu, secretario particular del rey y ministro plenipotenciario, mediante real decreto del 21 de febrero de 1924 y despacho expedido el 11 de noviembre del mismo año por.

## Marqueses de Torres de Mendoza
|                           | Titular                                     | Periodo                   |
| Creación por Alfonso XIII | Creación por Alfonso XIII                   | Creación por Alfonso XIII |
| ------------------------- | ------------------------------------------- | ------------------------- |
| I                         | Emilio María de Torres y González-Arnáu     | 1924-1942                 |
| II                        | José María de Torres y Angoloti             | 1953-1975                 |
| III                       | Pedro José de Torres y Olazábal             | 1976-2020                 |
| IV                        | José María de Torres y Puig de la Bellacasa | 2021-hoy                  |

## Historia de los marqueses de Torres de Mendoza

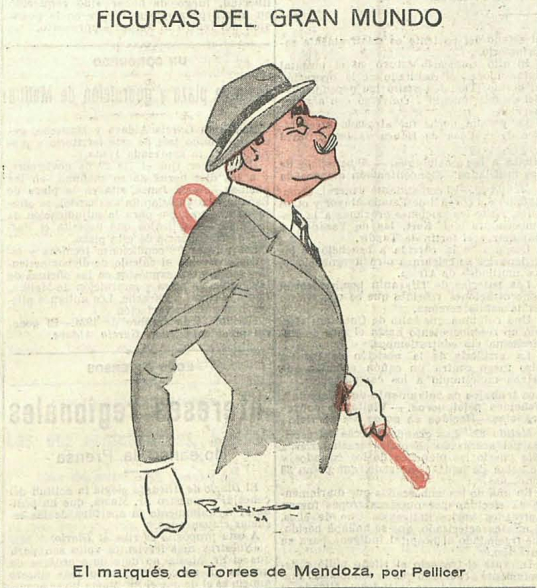
Caricatura del primer marqués de Torres de Mendoza

- Emilio María de Torres y González-Arnáu (París, 7 de diciembre de 1867-Roma, 19 de febrero de 1943[3]), I marqués de Torres de Mendoza, secretario particular del rey Alfonso XIII (1909-1931), ministro plenipotenciario, caballero de la Orden de Montesa, Gran Cruz de Isabel la Católica.[1][4]

Soltero. El 23 de enero de 1953 le sucedió su sobrino, hijo de Camilo de Torres y González-Arnáu —su hermano— y Ángeles Angoloti y Mesa:
- José María de Torres y Angoloti, II marqués de Torres de Mendoza.[1]

Se casó con María del Carmen de Olozábal y Bordiú. El 22 de julio de 1976, previa orden del 15 de marzo para que se expida la correspondiente carta de sucesión (BOE del 9 de abril), le sucedió su hijo:
- Pedro José de Torres y Olazábal (1934-14 de septiembre de 2020[7]), III marqués de Torres de Mendoza.[5]

Se casó con Sonsoles Puig de la Bellacasa y Urdampilleta (m. Madrid, 13 de marzo de 2001), hermana de José Joaquín Puig de la Bellacasa. El 15 de marzo de 2021, previa orden del 19 de enero para que se exida la correspondiente carta de sucesión (BOE del día 28), le sucedió su hijo:
- José María de Torres y Puig de la Bellacasa, IV marqués de Torres de Mendoza.[5]